# Ampithoe platycera
Ampithoe platycera är en kräftdjursart. Ampithoe platycera ingår i släktet Ampithoe och familjen Ampithoidae. Inga underarter finns listade i Catalogue of Life.